# Zahra Rahnaward

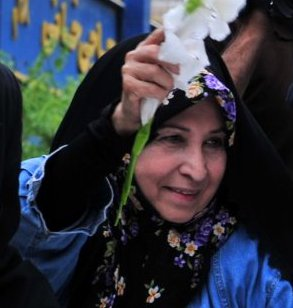
Zahra Rahnaward, vor 2010

Zahra Rahnaward (persisch زهرا رهنورد; eigentlich Zohre Kasemi; * 1945) ist eine iranische Bildhauerin, Professorin für Politikwissenschaft und Ehefrau des iranischen Präsidentschaftskandidaten Mir Hossein Mussawi, der 2009 Anführer der sogenannten Grünen Bewegung im Iran war.

## Leben
Zahra Rahnaward (auch Rahnavard geschrieben) studierte an der Universität Teheran Kunst, wo sie ihren späteren Mann Mir Hossein Mussawi kennenlernte. Sie promovierte 1976 außerdem im Fach Politikwissenschaft und ging im Anschluss in die USA, kehrte jedoch vor der Iranischen Revolution 1979 in den Iran zurück. 1998 wurde Rahnaward auf Vorschlag Mostafa Moins Rektorin der Alzahra-Universität, der einzigen Frauenuniversität im Iran, wurde jedoch von Präsident Ahmadinedschad nach dessen Amtsantritt entlassen. Sie lehrte an der Universität Teheran an der Fakultät für bildende Künste. Rahnaward beriet den früheren Präsidenten Mohammed Chatami während dessen Amtszeit, sie schrieb zudem 15 Bücher und ist Mutter dreier Töchter.

## Politisches Wirken
Rahnaward unterstützt ihren Mann öffentlich bei dessen Kandidatur für die Präsidentschaft und genießt hohes Ansehen bei der akademischen weiblichen Elite des Iran.
Am 30. Mai 2009 sollte Mir Hossein Mussawi ursprünglich vor 15 000 Menschen in der Teheraner Azadi-Arena sprechen. Nachdem ihr Ehemann in Isfahan aufgehalten wurde, verkündete Rahnaward, dass sie die Rede halten werde. Sie sprach Themen wie Gleichberechtigung der Frauen, Gedanken- und Redefreiheit als auch die Unterdrückung der Gesellschaft und vor allem der Jugend durch die Sittenwächter an. In diesem Zusammenhang kritisierte sie auch die Politik des damaligen Präsidenten Mahmud Ahmadinedschad.
Zahra Rahnawards Bruder, Schahpur Kasemi, wurde nach der iranischen Präsidentschaftswahl 2009 festgenommen. Der 62-jährige Telekommunikationsexperte befindet sich in Haft, so Rahnaward, um Druck auf ihren Mann auszuüben. Rahnaward befindet sich seit 2010 mit ihrem Ehemann unter Hausarrest in Teheran.